# Marion Norbert-Riberolle
Marion Norbert-Riberolle (* 7. Januar 1999 in Troyes, Frankreich) ist eine französisch-belgische Radrennfahrerin, die auf Cyclocross spezialisiert ist.

## Sportlicher Werdegang
Norbert-Riberolle fuhr als Jugendliche zunächst BMX-Rennen beim Verein BRST in ihrer Geburtsstadt. Bei der Challenge anlässlich der Weltmeisterschaften 2013 war sie Sechste ihrer Altersklasse. Später nahm sie Cyclocross auf, 2018 zog sie mit ihrer Mutter nach Dottignies in Belgien, fuhr aber zunächst weiter für den französischen Verband. 2019 wurde sie Dritte der französischen Meisterschaften, im Jahr darauf gewann sie diese. Wenige Wochen später siegte sie bei den Cyclocross-Weltmeisterschaften 2020 in der U23-Kategorie.
Mitte 2021 nahm Norbert-Riberolle die belgische Staatsbürgerschaft an und fuhr fortan für den belgischen Verband. Mit der belgischen Staffel gewann sie die Bronzemedaille bei der WM 2023. 2023 und 2024 gewann sie mehrere Rennen im Exact Cross, dazu hatte sie mehrere dritte Plätze in Rennen der Serien Superprestige und X²O Trofee. Anfang 2025 wurde sie belgische Meisterin. Ihre beste Platzierung im Weltcup war ein vierter Platz in Dendermonde 2023.
Im Straßenradsport fährt Norbert-Riberolle seit 2022 für Plantur-Pura (inzwischen Fenix-Deceuninck) bzw. dessen Entwicklungsteam. Auch hier holte sie mit der belgischen Staffel eine Bronzemedaille, und zwar bei den Europameisterschaften 2024.

## Erfolge

### Cyclocross
2019/2020
 Weltmeisterin (U23)
 Europameisterschaften (U23)
 Französische Meisterin
2022/2023
 Weltmeisterschaften – Staffel
2024/2025
 Belgische Meisterin

### Straße
2024
 Europameisterschaften – Mixed-Staffel
2025
eine Etappe Gracia Orlová